# Globus-Sonnenuhr

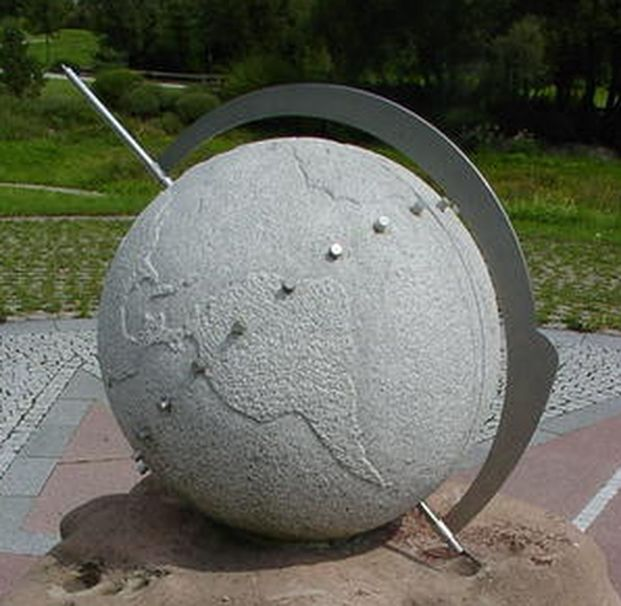
Globus-Sonnenuhr, bei der die Tageszeit sowohl an Stiften, als auch unter einem einzustellenden Bügel ablesbar ist.
Die Tag-Nacht-Grenze befindet sich westlich von Süd-Amerika; über dem Pazifik ist noch Nacht.

Eine Globus-Sonnenuhr ist eine Sonderform der Sonnenuhr mittels eines Erd-Globus. Der Globus wird von der Sonne beleuchtet und anhand der Schattenbildung kann die Zeit abgelesen werden.
Der Globus ist unbeweglich montiert und so orientiert, dass seine Achse gleich wie die Erdachse zum Polarstern (Himmelsnordpol) zeigt (auf der Südhälfte der Erde zum Himmelssüdpol) und der auf ihm markierte Aufstellort im Meridian liegt. Die Sonne dreht sich (scheinbar) in gleicher Weise um den Globus wie um die Erde. Der auf dem Globus markierte Aufstellort wird auf ihm gleich beleuchtet wie der Aufstellort selbst, was am einfachsten zu Sonnenauf- bzw. -untergang beobachtbar ist. Der Globus ist von der Sonne momentan gleich beleuchtet wie die Erde. Man erkennt deren momentane Grenze zwischen Tages- und Nachthälfte auf dem Globus als Grenze zwischen seiner beleuchteten und seiner sich im Schatten befindlichen Hälfte.
Anders als bei gewöhnlichen Sonnenuhren gibt es keinen Zeiger, dessen Schattenwurf die Zeit auf einem Zifferblatt anzeigt. Stattdessen ist die Globus-Sonnenuhr in der Regel mit einer Reihe von Stiften auf dem Äquator versehen. Die Tageszeit gibt derjenige Stift an, der den kleinsten Schatten wirft. Wenn der Benutzer nicht zwischen den Schattenbildern zweier benachbarter Stifte interpoliert, handelt es sich um eine digitale Messung.
Für eine andere Messmethode werden Globus-Sonnenuhren mit einem dünnen Bügel ausgerüstet, der vom Benutzer der Uhr eingestellt werden muss. Der Bügel wird um die Globus-Achse in die Stellung gedreht, in der er den kleinsten Schatten wirft (die Sonne streift die beiden Seitenflächen des Bügels). Diese Stellung wird auf einer Skala, die in der Regel auf dem Äquator angebracht ist, als Tageszeit abgelesen. Die Messung mit dem Bügel ist – wie bei den meisten Sonnenuhren – analog.
Eine Globus-Sonnenuhr mit Bügel ist auch eine Weltzeituhr. Der Bügel befindet sich in Ablesestellung auf demjenigen Längengrad der Erde, wo gerade Wahrer Mittag ist.
Die Tageszeit lässt sich auch ermitteln, wenn der Globus lediglich eine Skala besitzt. Man liest die Zeiten an den beiden Grenzen der besonnten Hälfte (Tageshälfte) ab und berechnet daraus den Mittelwert.